# Instituto Tecnológico de Huejutla
El Instituto Tecnológico de Huejutla (ITH) es una institución pública de educación superior, ubicada en el municipio de Huejutla de Reyes, en el Estado de Hidalgo, México.

## Historia
El Instituto Tecnológico de Huejutla, fue fundado el 1 de septiembre de 1975.

## Oferta educativa
La oferta educativa del Instituto Tecnológico de Huejutla es:
- Licenciatura en Biología
- Ingeniería en Agronomía
- Ingeniería en Gestión Empresarial
- Ingeniería en Sistemas Computacionales